# Arthur Hoag
Arthur Allen Hoag (1921-1999) va ser un astrònom estatunidenc famós pel seu descobriment de l'objecte de Hoag, un tipus de galàxia anular, el 1950.

## Biografia
Va néixer el 28 de febrer de 1921 a Ann Arbor, Michigan, Estats Units. És fill del doctor Lynne Arthur Hoag (membre de la facultat de la Harvard Medical School, Cornell, i University of Michigan) i la seva dona Wylma Wood Hoag. Tenia dues germanes, Mary Alice (nascuda el 1922) i Elizabeth Ruth (nascuda el 1919), un fill anomenat Tom i una filla anomenada Stefanie. La seva mare i la seva germana Mary (3 anys) van morir l'1 de juny 1926, quan el vaixell "Washington Irving" va ser envestit per una barcassa d'oli i es va enfonsar al riu Hudson.
El seu interès per l'astronomia va començar de jove. El 1942 es va llicenciar en física per la Universitat de Brown. Al graduar-se, va treballar al Naval Ordnance Laboratory. Va rebre el seu doctorat en astronomia a la Universitat Harvard el 1953 sota Bart Bok. El 1955, es va traslladar a Arizona per convertir-se en el director de l'Estació Flagstaff de la USNO on va treballar en diversos programes d'investigació.
El 1966, va ser nomenat director de la divisió estel·lar del Kitt Peak National Observatory (KPNO), on va ajudar a desenvolupar el telescopi Nicholas U. Mayall de 4 metres. El 1977 es va convertir en director de l'Observatori Lowell a Flagstaff, Arizona. Va destacar pel seu treball en fotometria fotoelèctrica i fotogràfica. Hoag també va desenvolupar llocs i instruments astronòmics i va investigar objectes quasiestel·lars. Es va retirar com a director de l'Observatori Lowell el 1986. Va morir el 17 de juliol de 1999 a Tucson, Arizona.

## Premis i honors
El seu nom va ser donat a l'asteroide (3225) Hoag, descobert el 1982 per Carolyn i Eugene M. Shoemaker.